# Gunnar Nilsson
Gunnar Axel Arvid Nilsson (Helsingborg, 20 de noviembre de 1948-Hammersmith, 20 de octubre de 1978) fue un piloto de automovilismo sueco.

## Carrera
Nilsson se sintió atraído por el automovilismo desde la infancia, aunque no podría empezar a competir hasta 1972, a los 23 años.En 1975 ganó un Campeonato Británico de Fórmula 3.
En 1976 debutó en Fórmula 1 en el equipo John Player Team Lotus con un Lotus 77 (Cosworth), logrando dos plazas de podio (3 en España, 3º en Austria). Ganó también un húmedo Gran Premio de Bélgica 1977, batiendo a Niki Lauda y a Ronnie Peterson.
Nilsson fichó para 1978 con Arrows, pero no pudo llegar a tomar el volante en carrera, por el cáncer detectado poco antes. Cayó en coma en octubre y murió un mes antes de cumplir los 30 años, días después de la muerte de su compatriota Ronnie Peterson.
En los últimos meses, Nilsson había perdido 30 kg de peso y todo el pelo, a causa del tratamiento de quimioterapia. Trabajó personalmente en una fundación contra el cáncer (para la que recaudó cerca de un millón de dólares) y anunció que se reintegraría a Fórmula 1 en 1979.

## Resultados

### Fórmula 1

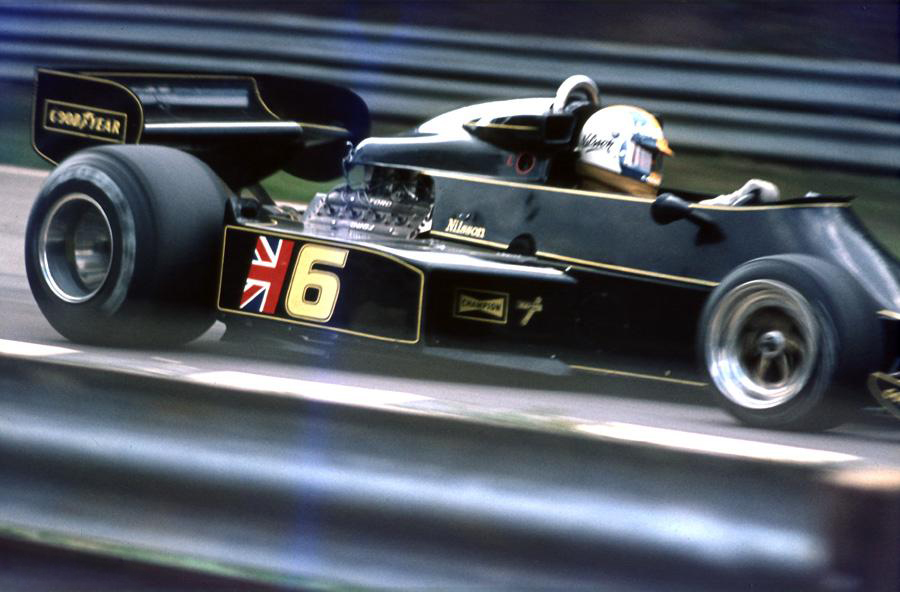
Nilsson en el Gran Premio de Gran Bretaña de 1977, conduciendo un Lotus 77.

(Clave) (negrita indica pole position) (cursiva indica vuelta rápida)

| Año         | Escudería              | 1       | 2       | 3       | 4     | 5       | 6       | 7       | 8       | 9       | 10    | 11      | 12      | 13      | 14      | 15      | 16      | 17      | Pos. | Puntos |
| ----------- | ---------------------- | ------- | ------- | ------- | ----- | ------- | ------- | ------- | ------- | ------- | ----- | ------- | ------- | ------- | ------- | ------- | ------- | ------- | ---- | ------ |
| 1976        | John Player Team Lotus | BRA     | RSA Ret | USW Ret | ESP 3 | BEL Ret | MON Ret | SWE Ret | FRA Ret | GBR Ret | GER 5 | AUT 3   | NED Ret | ITA 13  | CAN 12  | USA Ret | JPN 6   |         | 10.º | 11     |
| 1977        | John Player Team Lotus | ARG DNS | BRA 5   | RSA 12  | USW 8 | ESP 5   | MON Ret | BEL 1   | SWE 19  | FRA 4   | GBR 3 | GER Ret | AUT Ret | NED Ret | ITA Ret | USA Ret | CAN Ret | JPN Ret | 8.º  | 20     |
| Referencia: |                        |         |         |         |       |         |         |         |         |         |       |         |         |         |         |         |         |         |      |        |